# Nichi-Ran jiten
Nichi-Ran jiten (jap. 日蘭辞典, kyūjitai. 日蘭辭典), (niderl. Japans-Nederlandse woordenboek) – średniej wielkości słownik japońsko-niderlandzki autorstwa Petera Adriaana van de Stadta, pierwotnie opublikowany przez tajwański oddział Nan’yō Kyōkai w 1934 roku. Zawiera około 33 800 haseł. Słownik nie doczekał się drugiego wydania (na rok 2011), ale w 1989 roku wydano jego faksymile, które opublikował Nan’yō Kyōkai z siedzibą w Tokio. Autor używa transkrypcji Hepburna do zapisywania japońskich wyrazów.

## Historia Słownika
Nichi-Ran jiten został opublikowany dopiero w 1934 roku, chociaż jego tworzenie zostało ukończone już w 1925 roku. Jak napisano w przedmowie, słownik powstał za sugestią konsula generalnego Cesarstwa Japonii w Batawii w Holenderskich Indiach Wschodnich (obecna Dżakarta, Indonezja) Matsumoto (1922). Matsumoto widział i docenił kieszonkowy słownik autorstwa Petera Adriaana van de Stadta, który został opublikowany w tym samym roku (1922). Konsul zaproponował Peterowi napisanie większego słownika niderlandzko-japońskiego. Matsumoto przy użyciu perswazji udało się przekonać van de Stadta do napisania dzieła, które zostało ukończone już w 1925 roku i przesłane do Nan’yō Kyōkai (Stowarzyszenie Morza Południowego) do druku, ale wydawnictwo uznało druk słownika jako zbyt duże ryzyko finansowe, jednak autor zostawił wydawnictwu rękopis. Jedynie dzięki zaangażowaniu osób trzecich udało się przekonać wydawnictwo do publikacji słownika w dziewięć lat po otrzymaniu rękopisu (1934).

## Tło powstania
Historia stosunków niderlandzko-japońskich sięga około 1640 roku lub nawet wcześniej, Nichi-Ran jiten pozostawał jedynym japońsko-niderlandzkim słownikiem średniej wielkości do 2006 roku, ale wysiłki dążące do stworzenia słownika niderlandzko-japońskiego sięgają czasów Rangaku (1641–1853) w okresie Edo pod rządami rodu Tokugawa. Rangaku to próby przyjęcia nauk i osiągnięć zachodu na grunt japoński dzięki handlowi z kupcami Holenderskimi w porcie Dejima. Wysiłki Japończyków doprowadziły do powstania dwóch dzieł: słownika Haruma Wage (波 留 麻 和解) opublikowanego w latach 1796–1799 i słownika znanego powszechnie jako „Nagasaki Haruma” (長崎ハルマ), który został przedstawiony szogunowi w 1833 roku, a został opublikowany w latach 1855–1858. Obie książki za podstawę do tłumaczenie przyjęły słownik Woordenboek der Nederduitsche en Fransche Taalen (pol. Słownik języka niderlandzkiego i francuskiego) autorstwa François Halma. Jednak kiedy Japonia podpisała Traktat z Kanagawy z USA w 1854 roku i zerwała z polityką izolacjonizmu Rangaku stało się zbędne i przestarzałe, a Japończycy skupili swoją uwagę na języku angielskim. Kolejny słownik japońsko-niderlandzki średniej wielkości został opublikowany (wydany przez Japończyków) dopiero po 150 latach w 1994 roku przez wydawnictwo Kodansha, który zawiera około 52 000 słów.

## Założenia projektu
Słownik zawiera około 33 800 wpisów, wpisy są ułożone w kolejności i transkrybowane zgodnie z transkrypcją Hepburna, jednak autor wprowadził pewne zmiany w stosunku do współczesnej odmiany Hepburna: nie używa apostrofu do oznaczenia długiego „n” (ん) przed samogłoską. Czasami ignorował specjalny przypadek ん lub używał łącznika, np. (今夜 – kon’ya, a dla 婚約 – kon-yaku).

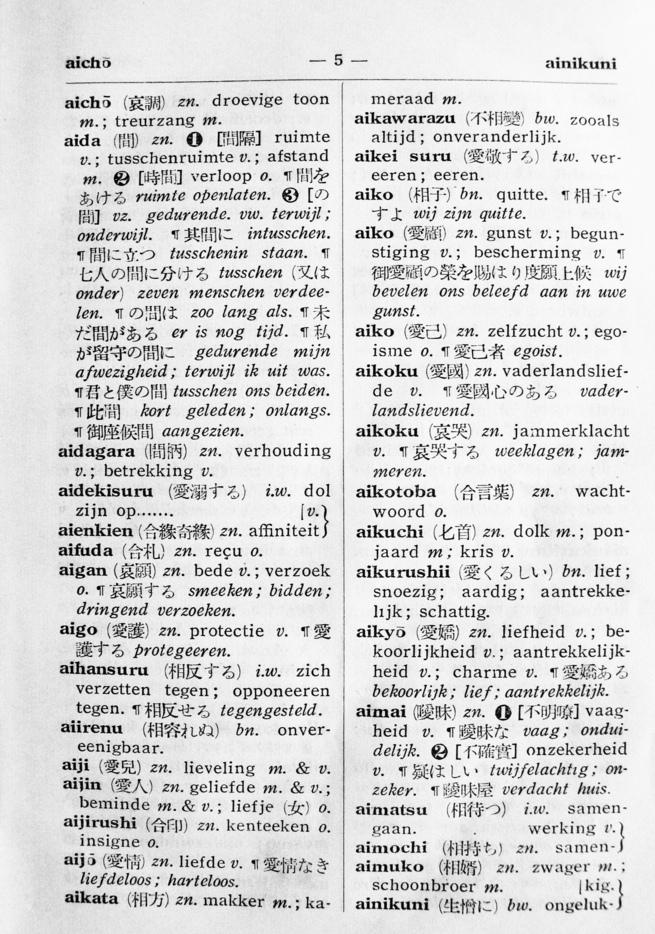
Przykładowa strona (strona 5)

Budowa hasła: transkrypcja na alfabet łaciński wyrazu – japoński wyraz – definicja w języku niderlandzkim (treść japońska, jak i niderlandzka zgodnie z dawną, przestarzałą ortografią). Przykłady użycia znajdują się po haśle lub na końcu wpisu. Niektóre przykłady przedstawiają wyrażenia w kanbun. Przykład hasła (aida):

aida (間) zn. (1) [間隔] ruimte v.; tusschenruimte v.; afstand m. (2) [時間] verloop o. ¶ 間をあける ruimte openlaten. (3) [の間] vz. gedurende; vw. terwijl; onderwijl. ¶ 其間に intusschen. ¶ 間に立つ tusschenin staan. ¶ 七人の間に分ける tusschen (又は onder) zeven menschen verdeelen. ¶ の間は zoo lang als. ¶ 私が留守の間に gedurende mijn afwezigheid; terwijl ik uit was. ¶ 君と僕の間 tusschen ons beiden. ¶ 此間 kort geleden; onlangs. ¶ 御座候間 aangezien

## Wydania
Zgodnie z kolofonem książki: książka została wydana w 1934 roku przez Nan’yō Kyōkai Taiwan shibu (Kyūjitai: 南洋協會臺灣支部), który był oddziałem Nan’yō Kyōkai na Tajwanie (część Cesarstwa Japońskiego), wyłącznym autorem był Peter Adriaan van de Stadt. Nigdy nie ukazała się druga edycja słownika, ale w 1989 roku ukazały się faksymilie wydane przez Nan’yō Kyōkai (南洋 協会) z siedzibą w Tokio.

## Peter Adriaan van de Stadt
Twórcą japońsko-niderlandzkiego słownika Nichi-Ran jiten był Peter Adriaan van de Stadt urodzony w Arnhem 9 marca 1876, a zmarły w Batawii 20 marca 1940 roku. Van de Stadt uczył się na urzędnika państwowego na Uniwersytecie w Lejdzie na kierunku: opleiding tot ambtenaar Chinese zaken (szkolenie dla urzędników służby cywilnej do spraw chińskich) w latach 1892–1895. W 1895 r. wyjechał do Holenderskich Indii Wschodnich. Oprócz 8 lat pracy w prywatnej firmie i 3 lat dodatkowych studiów w latach 1915–1918 Van de Stadt pracował ciągle jako urzędnik państwowy. Od 1918 r. Był doradcą do spraw japońskich, gdzie tłumaczył język japoński. Przeszedł na emeryturę w 1932 r., ponieważ jego stanowisko zostało zniesione ze względów finansowych (CJ van de Stadt, 1951: 165–166). Van de Stadt opracował słownik języka chińskiego Hakka woordenboek wydany przez Batavia landsdrukkerij w Hadze w 1912 roku.
Van de Stadt został oficerem IV klasy Orderu Orange-Nassau w 1910 roku, a później otrzymał również Order Wschodzącego Słońca w 1925 roku i Legię Honorową w 1928 roku.